# Synactias micranthis
Synactias micranthis är en fjärilsart som beskrevs av Edward Meyrick 1931. Synactias micranthis ingår i släktet Synactias och familjen stävmalar. Inga underarter finns listade i Catalogue of Life.